# トコロジスト
トコロジストは、ある動物や植物など特定の分野だけではなく、その地域の地理や地質、歴史や文化など幅広い分野に興味を持つその場所の専門家。

## 概要
トコロジストの「トコロ」は場所を意味し、これに（～する人）という意味の「ジスト」を組み合わせた造語。
元平塚市立博物館長の浜口哲一氏が提唱した言葉。

ある特定の地域・フィールドにこだわり、その場所の動物や植物、地形や地質などはもちろんのこと、歴史・名所旧跡・民俗伝承などにも関心を持ち、特定の分野に限定することなく幅広く総合的な視点でそのフィールドを捉え、その場所のことなら何でも知っているその場所の専門家のこと。
トコロジストが増えることでその地域を大切に思う人が増え、地域の自然保護に貢献する人が増えて欲しい。
この言葉にはそんな期待が込められている。
現在、この「トコロジスト」という考え方は自然保護に関わる方たちの間で確実に浸透しつつあり、各地に広がっている。
地方自治体などもこの考え方を取り入れ、地域の自然や文化を守る活動に役立てようとするところが出始めている。

## トコロジスト関連の団体や地方自治体
- - 日本野鳥の会　「トコロジスト」になろう 野鳥の会セミナーなどを開講
  - 日本自然保護協会　自然観察指導員の養成においてこのトコロジストの考え方を重要視
  - 神奈川県大和市　神奈川県大和市の「トコロジスト制度」について
  - 根室市観光協会　北海道の根室市観光協会によるねむろトコロジスト（市民自然ガイド）を育成
  - 城山公園トコロジストの会　東京都稲城市にある城山公園で活動するトコロジストの団体
  - 横浜市環境創造局 よこはまの森トコロジスト養成講座などを開講